# Wales
Wales [véls] (valižansko Cymru; izgovori /ˈkəmri/, slov. tudi Valizija) je ena od držav (dežel), ki sestavljajo Združeno kraljestvo Velike Britanije in Severne Irske. Čeprav je izraz Kneževina Wales, (valižansko Tywysogaeth Cymru), pogosto uporabljen, ga v Walesu mnogi zavračajo, saj valižanski princ nima nobene vloge pri upravljanju Walesa. Wales obsega 8,5 odstotka vse površine Združenega kraljestva, v njem pa živi le 5 odstotkov vsega prebivalstva. Približno petina Valižanov še obvlada prvotni keltski valižanski ali kimrijski jezik, število govorcev keltščine pa se nenehno zmanjšuje. 
Valižanska narodna identiteta med keltskimi Briti se je pojavila po rimskem umiku iz Britanije v 5. stoletju in Wales velja za enega od sodobnih keltskih narodov. Smrt Llywelyna ap Gruffydda leta 1282 je zaznamovala konec osvajanja Walesa Edvarda I., čeprav je Owain Glyndŵr na kratko obnovil neodvisnost Walesa v začetku 15. stoletja. Celoten Wales je bil priključen Angliji in vključen v angleški pravni sistem v skladu z zakonodajo Walesa 1535−42. Prepoznavna valižanska politika se je razvila v 19. stoletju. Valižanski liberalizem, ki ga je Lloyd George ponazoril v začetku 20. stoletja, se je razvil z rastjo socializma in laburistične stranke. Valižanski nacionalni občutek je rasel stoletja; stranka Plaid Cymru (Stranka Walesa) je bila ustanovljena leta 1925, društvo za valižanski jezik leta 1962. Po zakonu vlade Walesa je bil 1998 ustanovljen državni zbor Walesa, ki je odgovoren za vrsto zadev na nižji politični ravni.
Ob začetku industrijske revolucije je razvoj rudarske in metalurške industrije preoblikoval državo iz kmetijske družbe v industrijski narod. Izkoriščanje območja južnega Walesa zaradi bogatih nahajališč premoga je povzročilo hitro rast prebivalstva. Dve tretjini prebivalstva živi v glavnem mestu v Cardiffu in okoli njega, Swanseaju, Newportu ter bližnjih dolinah. Tradicionalno izkopavanje premoga in težka industrija sta zdaj v zatonu, zato je gospodarstvo Walesa odvisno od javnega sektorja, lahke industrije, storitvenih dejavnosti in turizma.
Čeprav Wales natančno izraža svojo politično in družbeno zgodovino s preostalo Veliko Britanijo in velika večina prebivalstva govori angleško, je država ohranila izrazito kulturno identiteto in je uradno dvojezična. Več kot 560.000 govorcev valižanščine živi v Walesu in ta jezik govori večina prebivalstva v delih na severu in zahodu. Od konca 19. stoletja dalje ima Wales podobo "dežele pesmi", deloma zaradi tradicije eisteddfoda, festivala pesmi in literature. Na številnih mednarodnih športnih dogodkih, kot so svetovno prvenstvo, svetovni pokal v ragbiju in igrah Commonwealtha, ima Wales svoja moštva, čeprav na olimpijskih igrah valižanski športniki tekmujejo v imenu Velike Britanije. Ragbijska zveza (Rugby union) je simbol valižanske identitete in izražanja narodne zavesti.
Plaid Cymru, waleška narodna stranka, se zavzema za neodvisnost. Drugi Valižani si prizadevajo za ustanovitev waleškega parlamenta, na katerega naj bi prešle izvršilne naloge londonske osrednje oblasti. Toda waleški volivci so na referendumu leta 1979 prav tak predlog zavrnili. V britanskem spodnjem domu, v katerem je skupno 650 poslancev, ima Wales 38 poslancev. Deželo upravlja Valižanski urad (Welsh Office) v glavnem mestu Cardiff, njegov vodja – državni sekretar za Wales – pa je član britanske vlade.

## Galerija
- Pogled na Snowdon z Llyn Llydawa
- Grad v Cardiffu
- Polja v Gwyneddu

## Etimologija
Angleški besedi wales in welsh izhajata iz istega germanskega korena (ednina walh, množina walha), ki je izhajal iz imena keltske plemenske konfederacije, ki so jo Rimljani imenovali volcae in se je brez razlikovanja nanašala na vse Kelte in pozneje vse prebivalce rimskega imperija. Staroangleško govoreči Anglosasi so začeli uporabljati izraz wælisc, ko so se obračali na keltske Brite, in wēalas, če so mislili na ozemlje. Sodobna imena za nekatere kontinentalne evropske dežele (npr. Valonija in Vlaška) in narodi (npr. Vlahi) imajo podobno etimologijo.
Zgodovinsko gledano v Veliki Britaniji besede niso bile omejene le na sodobni Wales ali valižanščino, ampak so bile uporabljene za vse, kar je bilo povezano z Anglosasi, Briti, tudi z drugimi negermanskimi ozemlji v Veliki Britaniji (npr. Cornwall) in normanskimi ozemlji, zlasti s keltskimi Briti (npr. Walworth v grofiji Durham in Walton v Zahodnem Yorkshiru), pa tudi za predmete negermanskih Evropejcev, kot je walnut (oreh).
Sodobno valižansko ime za Wales je Cymry in Cymru. Besedi (izgovor [kəm.rɨ]) sta potomki britske besede combrogi, kar pomeni "rojak". Uporaba besede cymry kot samoimenovanje izhaja iz po-rimske dobe, odnosa med valižanščino z britsko govorečimi ljudstvi severne Anglije in južne Škotske, narodi "Yr Hen Ogledd" (angleško: The Old North). Poudarjeno je tudi prepričanje, da so bili Valižani in »možje s severa« en narod, ki se je razlikoval od drugih. Izraz ni bil uporabljen za Cornwallce ali Bretonce, ki imajo podobno dediščino, kulturo in jezik kot Valižani in možje s severa. Beseda se je uveljavila kot samostojen opis verjetno pred 7. stoletjem. To je potrjeno v pesmi hvalnici za kralja Cadwallon ap Cadfana (Moliant Cadwallon, Afan Ferddig) okoli 633. V valižanski literaturi je bila beseda cymry uporabljena ves srednji vek za Valižane, čeprav se je starejši, splošnejši izraz Briti še naprej uporabljal za kateri koli britski narod (tudi za Valižane) in je bil pogostejši literarni izraz do približno 1100. Nato je cymry prevladala kot sklicevanje na Valižane. Do okoli 1560 je bila beseda napisana Kymry ali Cymry za ljudi ali njihovo domovino.
Latinizirane oblike teh imen: cambrian, cambric in cambria so preživele kot manj razširjena imena za Wales, valižanščino in Valižane. Primeri vključujejo Kambrijsko hribovje (ki pokriva velik del Walesa, ime so dale kambriju, geološko obdobje), časopis Cambrian News in organizacijo Cambrian Airways, Cambrian Railways, Cambrian Aarcheological Association in Royal Cambrian Academy of Art. Zunaj Walesa je oblika preživela kot ime Cumbria na severozahodu Anglije, ki je bila nekoč del Yr Hen Ogledda. Kumbrijščino, za katero menijo, da je bila tesno povezana z Valižani, so govorili na tem območju do izumrtja okoli 12. stoletja. Ta oblika se pojavi tudi v Zgodovini britanskega kraljestva Geoffreyja Monmoutha, v kateri nastopa Kamber kot kralj Cymruja.

## Zgodovina

### Prazgodovina
Wales je bil poseljen s sodobnim človekom vsaj 29.000 let. Neprekinjena človekova naselitev je datirana od konca zadnje ledene dobe, med 12.000 in 10.000 leti pred sedanjostjo, ko so se mezolitski lovci in nabiralci iz srednje Evrope začeli seliti v Veliko Britanijo. V tistem času je bila gladina morja precej nižja kot danes in plitvejši del tega, kar je zdaj v Severnem morju, je bilo kopno. Vzhodna obala današnje Anglije in obale današnje Danske, Nemčije in Nizozemske so bile povezane z nekdanjim kopnim, znanim kot Doggerland, ki je sestavljal britanski polotok na evropski celini. Wales je bil brez ledenikov približno 10.250 let pred sedanjostjo, toplejše podnebje je omogočilo, da je površina postala močno pokrita z gozdom. Poglacialni dvig morske gladine je ločil Wales in Irsko in ustvaril Irsko morje. Doggerland je bil potopljen v Severno morje in 8000 let pred sedanjostjo je britanski polotok postal otok. Do začetka neolitika (približno 6000 pred sedanjostjo) je bila morska gladina v Bristolskem zalivu še vedno približno 10 metrov nižja kot danes. John Davies ima teorijo, da zgodba o potopitvi kraljestva Cantre'r Gwaelod in zgodbe v najzgodnejšem proznem britanskem delu Mabinogion, ki pripovedujejo, da je bila voda med Walesom in Irsko vse ožja in plitvejša, kažejo oddaljen spomin ljudi na to obdobje.
Neolitski kolonisti so se zlili z avtohtonimi prebivalci, postopoma spremenili svoj način življenja, nomadski lovci in nabiralci so okoli 6000 pred sedanjostjo postali kmetovalci – neolitska revolucija. Krčili so gozdove, da bi dobili pašnike, kultivirali zemljišče, razvili nove tehnologije, kot so izdelava keramike, tekstila, zgradili so kromlehe, gomile, kot so Pentre Ifan, Bryn Celli Ddu in Parc Cwm long cairn med okoli 5800 in 5500 pred sedanjostjo. Skupaj z ljudmi, ki so živeli po vsej Veliki Britaniji, so v naslednjih stoletjih ljudje, ki so živeli v današnjem Walesu, izmenjali ideje bronaste in železne dobe keltske kulture. Po Johnu T. Kochu in drugih je bil Wales v pozni bronasti dobi del mreže pomorske trgovine in kulture, ki je vključevala tudi druge keltske narode v Angliji, Franciji, Španiji in na Portugalskem, kjer so bili razviti keltski jeziki. To stališče je v nasprotju z mnenjem, da keltski jeziki izvirajo na vzhodu v halštatski kulturi. Med rimskim vdorom v Veliko Britanijo se je površina sodobnega Walesa v naslednjih stoletjih razdelila med plemena Deceangli, Ordoviki, Kornovijci, Demeti in Siluri.

### Rimska doba
Rimska osvojitev Walesa se je začela v letu 48 n. št. in se je končala v tridesetih letih. Rimljani so vladali več kot 300 let. Osvajanja so največja značilnost Walesa v rimski dobi zaradi odločne, a na koncu neuspešne zaščite domovine, ki so jo ogrožala domorodna plemena, Siluri in Ordoviki. To je bila vojaška zasedba, razen v južni obalni regiji Walesa, vzhodno od polotoka Gower, kjer je zapuščina romanizacije. Edino mesto v Walesu, ki so ga ustanovili Rimljani v južnem Walesu, je bil Caerwent. Caerwent in Carmarthen v južnem Walesu sta postala rimski naselji civitas. Wales je imel mineralno bogastvo. Rimljani so uporabili svoje inženirske tehnologije za pridobivanje velikih količin zlata, bakra in svinca, pa tudi skromne količine nekaterih drugih kovin, kot sta cink in srebro. [36] Rimski gospodarski razvoj je bil skoncentriran v jugovzhodni Britaniji, v Walesu ga ni bilo, ker ni bilo potrebnega materiala v primerni kombinaciji, bil je tudi gozdnat, gorat in neprimeren za industrializacijo. Čeprav je latinščina postala uradni jezik v Walesu, so ljudje večinoma še vedno govorili britsko. Romanizacija ni bila popolna, a zgornji razred je začel razmišljati kot Rimljani, še posebej po odloku 212, ki je delil rimsko državljanstvo vsem svobodnim ljudem po vsem cesarstvu. Poleg tega je romanski vpliv prodrl s širjenjem krščanstva, ki je dobilo veliko privržencev, ko je bilo leta 313 to dovoljeno.
Zgodnji zgodovinarji, tudi duhovnik Gildas iz 6. stoletja, so ugotovili, da je bilo leto 383 pomembna točka v zgodovini Walesa in zelo pomembno za več srednjeveških kraljevih dinastij. V tem letu je rimski general Magn Maksim ali Macsen Wledig odstranil vse vojake in višje administratorje iz zahodne in severne Britanije, da bi postavil temelje cesarske moči in nadaljeval vladanje v Britaniji iz Galije. Gildas okoli leta 540 piše, da je Maksim ob odhodu iz Britanije odpeljal vse rimske vojake, oborožene tolpe, guvernerje. Prizadeval si je za prenos lokalne oblasti na lokalne vladarje. Najzgodnejši valižanski rodovniki imajo Maksima za ustanovnega očeta več kraljevih dinastij, tudi dinastij Powys in Gwent. Prav ta prenos oblasti je bil povod za prepričanje, da je bil oče valižanskega naroda. Imeli so ga za predhodnika valižanskega kralja, kar je videti na Stebru Eliseg, ki je bil postavljen skoraj 500 let po tem, ko je zapustil Veliko Britanijo, in je tudi na seznamu petnajstih ljudstev Walesa. 

### Porimska doba
400-letno obdobje po propadu rimske vladavine je v zgodovini Walesa najtežje razložiti. Po rimskem odhodu iz Britanije leta 410 so veliko nižin na vzhodu in jugovzhodu preplavili različni germanski narodi. Pred obsežnimi študijami porazdelitve R1b Y-DNK subclades so nekateri trdili, da so rojene Brite izpodrinili vsiljivci. Ta ideja je bila zavržena z dokazi, da prebivalstvo izvira iz halštatskega obdobja, verjetno poznega neolitika ali zgodnjega mezolitika z nekaj anglosaškimi prispevki. Od leta 500 je bilo ozemlje, ki bo postalo Wales, razdeljeno na več svobodnih anglosaških kraljestev. Kraljestva Gwynedd, Powys, Dyfed in Seisyll, Morgannwg in Gwent so se pojavila kot neodvisne valižanske države. Arheološki dokazi v državah Beneluksa in kar naj bi postala Anglija, kažejo zgodnje anglosaške selitve v Veliko Britanijo med letoma 500 do 550, kar se sklada s frankovskimi kronikami. John Davies opozarja, da je to v skladu z zmago Britov na Badon Hillu, pripisano Arturju iz Nennija. To vztrajno preživetje rimskih Britov in njihovih potomcev v zahodnih kraljestvih naj bi postalo temelj tega, kar zdaj poznamo kot Wales. Z izgubo nižin, angleškega kraljestva Mercija in Northumbrije, pozneje Wessexa, bojev s Powysi, Gwenti in Gwyneddi, je določilo mejo med narodoma.
Potem ko je v 6. in začetku 7. stoletja Mercija izgubila veliko območja, ki je danes West Midlands, je v poznem 7. stoletju Powys preverjal napredek Mercije. Aethelbald iz Mercije je branil pred kratkim pridobljena ozemlja in zgradili so 64 km dolg obrambni nasip, imenovan Wat's Dyke. Druga teorija po datiranju z ogljikom je postavila obstoj nasipa 300 let prej; lahko so ga zgradili porimski vladarji iz Wroxetra. Zdi se, da je kralj Offa iz Mercije dal pobudo za večja zemeljska dela, ki so danes znana kot Offov nasip, Offa's Dyke (Clawdd Offa). John Davies je pisal o Cyril Foxovi študiji: »Pri načrtovanju je bil dosežen sporazum o posvetovanju kraljev Powys in Gwent. Na Long Mountain blizu Trelystana nasip zavije proti vzhodu, zapusti rodovitna pobočja v rokah Valižanov blizu Rhiwabona, saj je bilo načrtovano, da se zagotovi, da Cadell ap Brochwel obdrži posest trdnjave Penygadden." Offa je nasip zgradil "na vzhodnem grebenu soteske, očitno ker se je zavedal, da sta reka Wye in njen promet pripadala kraljestvu Gwent«. Foxovo razlago dolžine in namen nasipa so nedavno večkrat raziskovali. Nasip je ostal meja med valižanščino in angleščino, čeprav so Valižani v 12. stoletju zasedli območje med reko Dee (Afon Dyfrdwy) in Conwyjem, znano kot Y Berfeddwlad. V 8. stoletju je bila v glavnem določena vzhodna meja z Anglosasi.
Leta 853 so na Anglesey vdrli Vikingi, leta 856 je Rhodri Mawr premagal in ubil svojega vodjo, Gorma. Briti iz Walesa so nato sklenili mir z Vikingi in Anarawd ap Rhodri, kralj Gwynedda, je skupaj z njimi zasedel sever Northumbrije. Ta zveza je razpadla in Anarawd je dosegel dogovor z Alfredom, kraljem Wessexa, s katerim se je boril proti zahodnim Valižanom. V skladu z Annales Cambriae (zgodnjesrednjeveško besedilo v latinščini, ki je letopis Walesa in sosednjih držav, opisuje dogodke od 447 do 954), v letu 894 "Anarawd z Angleži opustoši deželo Ceredigion in Ystrad Tywi".

### Srednjeveški Wales
Južni in vzhodni del Velike Britanije je izgubil angleška naselja in postal v valižanščini znan kot Lloegyr (sodobna valižanščina Lloegr), ki bi lahko nastal iz kraljestva Mercija in se nanaša na Anglijo kot celoto. Normani, ki so prevladovali v deželi, so se vedno imenovali Saeson ali Sasi. Anglosasi so imenovali rimske Brite "Walha", kar pomeni "romanizirani tujec" ali "tujec". Valižani so se še naprej v srednjem veku imenovali Brythoniaid (Briti ali Britoni), čeprav prvi pisni dokaz uporabe Cymru in y Cymry najdemo v hvalnici Cadwallon ap Cadfan (Moliant Cadwallon, avtor Afan Ferdig) okoli 633. V valižanskipreroški pesnitvi Armes Prydain, domnevno je bila napisana okoli 930–942, se besedi Cymry in Cymro uporabljata zelo pogosto (15-krat). So pa ljudje iz anglosaških naselij postopoma začeli sprejemati ime Cymry namesto Brythoniaid.
Od leta 800 dalje je vrsta dinastičnih porok povzročila, da je Rhodri Mawr (vladal od 844 do 877) dedoval Gwynedd in Powys. Njegovi sinovi so ustanovili tri glavne dinastije (Aberffraw za Gwynedd, Dinefwr za Deheubarth in Mathrafal za Powys). Rhodrijev vnuk Hywel Dda (vladal od 900 do 950) je leta 930 ustanovil Deheubarth z dediščino mame in očeta v Dyfedu in Seisyllwgu, razlastil dinastijo Aberffraw iz Gwynedda in Powysa in nato v 940-ih uveljavil valižanski zakon. Maredudd ab Owain (vladal od 986 do 999) iz Deheubartha (Hywelov vnuk) je (spet) začasno razlastil dinastijo Aberffraw za Gwynedd in Powys.
Mareduddov pravnuk (s svojo hčerko princeso Angharad) Gruffydd ap Llywelyn (vladal od 1039 do 1063) je osvojil kraljestvo bratranca iz Powysa in celo razširil svojo oblast v Anglijo. Zgodovinar John Davies pravi, da je Gruffydd »edini valižanski kralj, ki je vedno odločal v celotnem območju Walesa ... Tako je od približno 1057 do svoje smrti leta 1063 celoten Wales priznal vladarja Gruffudda ap Llywelyna. Približno sedem kratkih let je bil Wales enoten z enim vladarjem, kar je bil junaški podvig brez naslednika«. Po Johnu Daviesu je bil Owain Gwynedd (1100–1170) iz dinastije Aberffraw prvi valižanski vladar, ki je uporabil naslov princeps Wallensium (valižanski princ), podeljen za njegovo zmago v hribih Berwyn. 
V štirih letih bitke pri Hastingsu je bila Anglija popolnoma podrejena Normanom. Viljem Osvajalec je imenoval vrsto graščakov in jih razvrstil z njihovimi najmočnejšimi bojevniki ob meji z Walesom, meji, določeni le na vzhodu. To obmejno območje in vse angleške posesti gospostva v Walesu so postali Marchia Wallie, Valižanska marka, obmejno ozemlje, v katerem mejni grofje niso bili podrejeni niti angleškemu niti valižanskemu pravu. Območje se je spreminjalo, kot je potekala usoda mejnih grofov in valižanskih knezov. Valižanska marka, ki je obstaja več kot 450 let, je bila odpravljena v skladu z zakonom o zvezi leta 1536.
Vnuk Owaina Gwynedda Llywelyn Fawr (1173–1240) je leta 1215 s silo prevzel koncesije z Magno karto in leta 1216 pridobil zvestobo drugih valižanskih gospodov na koncilu v Aberdyfiju ter postal prvi valižanski princ. Leta 1267 je njegovega vnuka Llywelyna ap Gruffudda Henrik III. imenoval za valižanskega princa s pogodbo iz Montgomeryja. Zaradi sporov, tudi zaporne kazni za Llywelynovo ženo Eleanor, hčer Simona de Montforta, je vdrl sem kralj Edvard I. Posledica vojaškega poraza je bila pogodba iz Aberconwyja iz leta 1277, ki je določila Llywelynovo zvestobo Angliji. Mir je bil kratkotrajen in z Edvardovo osvojitvijo leta 1282 je bila oblast valižanskih knezov trajno končana. S smrtjo Llywelyna in usmrtitvijo njegovega brata, princa Dafydda, je nekaj preostalih valižanskih gospodov poklonilo svoje ozemlje Edvardu I. Llywelynovo glavo so nosili po Londonu na kopju; njegova hči Gwenllian (še dojenček) je bila zaklenjena v samostanu v Sempringhamu, v katerem je ostala do svoje smrti, 54 let.
Da bi pomagal ohraniti svojo prevlado, je Edvard zgradil vrsto velikih kamnitih gradov: Beaumaris, Caernarfon in Conwy. Njegov sin, prihodnji kralj Edvard II., se je rodil v novem gradu Caernarfon leta 1284. Postal je prvi angleški valižanski princ, a šele leta 1301. Zgodba pripoveduje, da je Edvard prevaral Valižane in jim ponudil v Walesu rojenega princa, ki govori neangleško; prvič je bila zapisana leta 1584. Naslov in dohodek sta prihajala iz severnozahodnega dela Walesa, znanega kot Kneževina Wales, do zakona o zvezi (1536), po katerem se je izraz kneževina uporabljal za celotni Wales. Po neuspelem uporu Madoga ap Llywelyna v letih 1294–95, ki se je v listini iz Penmachna naslavljal valižanski princ, in po Llywelynu Brenu (1316) je bil naslednji velik upor, ki ga je vodil Owain Glyndŵr proti Henriku IV. Leta 1404 je bil Owain Glyndŵr okronan za valižanskega princa v prisotnosti odposlancev iz Francije, Španije in Škotske. Glyndŵr je nato hodil na parlamentarne skupščine v več valižanskih mestih, tudi v Machynlleth. Toda upor ni bil uspešen in Owain se je leta 1412 skril. Mir je bil obnovljen leta 1415. Čeprav je Rhuddlanski statut iz leta 1284 zagotovil ustavno podlago za pozneje osvojene vlade Kneževine Severni Wales od 1284 do 1536, ni bilo uradne zveze do leta 1536. Kmalu za valižanskim zakonom, ki so ga še naprej uporabljali v Walesu po osvojitvi Normanov, je bil v celoti nadomeščen z angleškim pravom in postal znan kot zakon zveze.

### Industrijski Wales
Pred britansko industrijsko revolucijo med letoma 1750 in 1850, v kateri je gospodarstvo hitro raslo, je bila mala industrija razpršena po Walesu, povezana s kmetijstvom z mlini, izdelavo volnenih tkanin, rudarstvom. Do industrijske revolucije je bil Wales vedno odvisen od kmetijstva. Nastajajoče industrijsko obdobje se je začelo z razvojem taljenja bakra na območju Swanseaja. Z dostopom do lokalnih nahajališč premoga in gradnjo pristanišč so lahko izkoristili cornwallske rudnike bakra, bakrene sedimente so pridobivali iz takrat največjega rudnika bakra na svetu v gorovju Parys na Angleseyju, Swansea pa se je razvil v glavno središče za taljenje barvnih kovin na svetu v 19. stoletju. Druga kovinska industrija, ki se je širila v Walesu, je bila taljenje železa. Proizvodnja železa je postala razširjena na severu in jugu države. Na severu Walesa je bila pomembna industrija John Wilkinsonova železarna v Bershamu, na jugu je bil center metalurgije v Merthyru Tydfilu, kjer so bile štiri železarne v Dowlaisu, Cyfarthfi, Plymouthu in Penydarrenu ter postal najpomembnejše središče proizvodnje železa v Walesu. Leta 1820 je imel južni Wales sam 40 % vsega izdelanega surovega železa v Veliki Britaniji.
V poznem 18. stoletju so se začeli hitro širiti kamnolomi skrilavca – skrilolomi, predvsem v severnem Walesu. Skrilolom v Penrhynu je leta 1770 odprl Richard Pennant in je konec 19. stoletja zaposloval 15.000 ljudi skupaj s kamnolomom Dinorwic. Obvladoval je valižansko trgovino skrilavca. Čeprav so bili skrilolomi opisani kot "najbolj valižanska industrija", je bilo premogovništvo eden od industrijskih sinonimov za Wales in njegove ljudi. Sprva so premog izkoriščali za zagotavljanje energije za lokalno kovinsko industrijo, z odprtjem sistemov kanalov in nato železnic je valižansko premogovništvo zacvetelo. Ker so bila premogova nahajališča v južnem Walesu predvsem v gorskih dolinah okoli Aberdara in pozneje Rhondde, so pristanišča Swansea, Cardiff in Penarth prerasla v svetovne izvoznike premoga. Skupaj s tem je naraščalo tudi prebivalstvo. Na vrhuncu leta 1913 je Wales proizvajal skoraj 61 milijonov ton premoga. Prav tako so bila pomembna nahajališča premoga na severovzhodu države, še posebej v okolici Wrexhama. Čeprav je bil Wales odvisen od proizvodnje investicijskega blaga namesto potrošnih dobrin, je imel nekaj usposobljenih obrtnikov in rokodelcev v delavnicah v Birminghamu in Sheffieldu v Angliji in nekaj tovarn končnih izdelkov. 

### Sodobni Wales
Zgodovinar Kenneth Morgan opisuje Wales na predvečer prve svetovne vojne kot "sorazmerno spokojen, samozavesten in uspešen narod". Črpanje premoga se je še naprej povečevalo, dolina Rhondda je bila na vrhu z 9,6 milijona ton premoga v letu 1913. Izbruh prve svetovne vojne (1914–1918) je Wales, ki je bil del Združenega kraljestva, dočakal s sovražnostjo do Nemčije. 272.924 valižanskih mož je služilo v vojni, kar je bilo 21,5 % moškega prebivalstva. [79] Od tega je bilo ubitih približno 35.000. Dve najbolj opazni bitki v vojni z vključenimi valižanskimi silami sta bili v Mametz Woodu, Bitka na Somi (1916) in bitka pri Passchendaelu.
Prva četrtina 20. stoletja je pomenila premik na političnem prizorišču Walesa. Od leta 1865, ko je liberalna stranka imela parlamentarno večino v Walesu, in po splošnih volitvah leta 1906 je samo en neliberalni poslanec, Keir Hardie iz Merthyr Tydfila, predstavljal valižansko volilno enoto v Westminstru. Kljub temu so se leta 1906 začela industrijska nesoglasja in politična bojevitost je spodkopala liberalno soglasje v južnih nahajališčih premoga. Leta 1916 je bil David Lloyd George prvi Valižan, ki je postal premier Britanije, ko je postal vodja koalicijske vlade. Decembra 1918 je bil Lloyd George ponovno izvoljen na čelu konservativcev, ki so prevladovali v koalicijski vladi. Njegovo slabo ravnanje s stavko rudarjev premoga leta 1919 je bil ključni dejavnik pri uničevanju podpore liberalni stranki v južnem Walesu. Industrijski delavci Walesa so se začeli vključevati v novo politično organizacijo, ki se zdaj imenuje stranka dela in so jo ustanovili Hardie in drugi, da bi zagotovili izvoljenega predstavnika delavskega razreda. Ko je leta 1908 Rudarska federacija Velike Britanije postala pridružena laburistični stranki, so štiri laburistične kandidate sponzorirali rudarji, vsi so bili izvoljeni za poslance. Do leta 1922 je bila polovica valižanskih sedežev v Westminstru v lasti laburističnih politikov, kar je bil začetek hegemonije dela, ki bo obvladovala Wales v 21. stoletju.
Kljub gospodarski rasti v prvih dveh desetletjih 20. stoletja, od začetka 1920 do konca 1930, je valižanska industrija prestala dolgotrajen padec, kar je povzročilo brezposelnost in revščino v dolinah južnega Walesa. Prvič se je število prebivalcev Walesa začelo zmanjševati; s proizvodnimi zahtevami druge svetovne vojne se je brezposelnost samo povečevala. Med drugo svetovno vojno (1939–1945) so bili Valižani vojaki, ženske so se borile na vseh večjih območjih vojne, okoli 15.000 je bilo ubitih. Ob bombardiranjih je umrlo veliko ljudi, posebno ko so se nemška letala usmerila na doke Swanseaja, Cardiffa in Pembroka. Po letu 1943 je bilo zaradi pomanjkanja delovne sile poslanih na delo v rudnike premoga 10 % valižanskih nabornikov, starih 18 let; postali so znani kot Bevin Boys. Pacifistične številke med obema vojnama so bile precej nizke, še posebej v drugi svetovni vojni, ki je bila videti kot boj proti fašizmu. Od političnih strank v Walesu je le Plaid Cymru zavzela nevtralno stališče, češ da gre za "imperialistično vojno".
20. stoletje je prineslo oživitev valižanskega narodnega občutka. Stranka Plaid Cymru je bila ustanovljena leta 1925, prizadevala si je za večjo avtonomijo ali neodvisnost od preostalega Združenega kraljestva. Leta 1955 izraz Anglija in Wales običajno opisuje območje, za katero se uporablja angleško pravo, Cardiff je bil razglašen za glavno mesto Walesa. Združenje za valižanščino (Cymdeithas yr Iaith Gymraeg) je bilo ustanovljeno leta 1962 kot odgovor na strahove, da bi jezik kmalu izumrl. Nacionalizem je zrasel po poplavah v dolini Tryweryn leta 1965, ko so hoteli graditi rezervoar za oskrbo z vodo za angleško mesto Liverpool. Kljub temu da je 35 valižanskih poslancev od 36 glasovalo proti predlogu zakona z drugimi vzdržanimi, je parlament vseeno sprejel zakon in vas Capel Celyn je bila potopljena. Svobodna valižanska vojska (Free Wales Army) in Valižansko obrambno gibanje (Mudiad Amddiffyn Cymru) sta nastala kot neposredna posledica uničenja Tryweryna v akciji leta 1963. V letih do investiture princa Charlesa kot valižanskega princa leta 1969 so bili odgovorni za številne bombne eksplozije, uničenje vodnih cevi, davčnih in drugih uradov in dela jezu na novi zajezitvi Clywedog, projekta v Montgomeryshiru, ki se je gradil za oskrbo z vodo za angleško srednjo Anglijo. Leta 1966 je sedež v valižanskem parlamentu Carmarthen zasedel Gwynfor Evans na vzporednih volitvah, prvi parlamentarni sedež stranke Plaid Cymru. V nadaljevanju leta je bil zakon 1746 za Wales in Berwick razveljavljen in določene legalna opredelitev Walesa in meje z Anglijo.
Do konca leta 1960 je regionalna politika prinašala podjetjem v prikrajšanih območjih Walesa finančne spodbude, kar se je pokazalo za zelo uspešno razpršitev industrijske pokrajine. Ta politika se je začela leta 1934, bila okrepljena z gradnjo industrijskih posestev in izboljšanjem prometnih povezav, predvsem avtoceste M 4, ki povezuje Wales neposredno z Londonom. Videti je bilo, da so dani temelji za stabilno gospodarsko rast v Walesu, vendar se je pokazalo drugače. Po recesiji v zgodnjih 1980-ih je propadlo precej proizvodnje, zgrajene v zadnjih štiridesetih letih.
Prvi referendum leta 1979, na katerem so valižanski volivci glasovali o oblikovanju državnega zbora Walesa, je prinesel veliko večino glasov "ne". Referendum leta 1997 je na isto vprašanje prinesel "da", čeprav z zelo tesno večino. Državni zbor Walesa (Cynulliad Cenedlaethol Cymru) je bil sestavljen v letu 1999 (po Government of Wales Act 1998) in ima moč, da preveri državni proračun Walesa, čeprav si parlament ZK pridržuje pravico, da določi omejitve valižanske pristojnosti.
Vlade Združenega kraljestva in Walesa skoraj vedno opredelijo Wales kot državo. Valižanska vlada pravi: "Wales ni kneževina. Čeprav smo se združili z Anglijo po kopnem in smo del Velike Britanije, je Wales samostojna država." Naslov valižanski princ še vedno pripada britanskemu prestolu, zdaj ga ima princ Charles, a v sodobnem Walesu nima zakonite vloge.

## Geografija
Wales je v glavnem gorata država na zahodni strani osrednjega juga Velike Britanije. Velik je približno 270 km v smeri sever–jug in 97 km v smeri vzhod–zahod ali približno 20.779 km².Wales meji na Anglijo na vzhodu in na morje v vseh drugih smereh: Irsko morje na severu in zahodu, preliv svetega Jurija in Keltsko morje na jugozahodu ter Bristolski zaliv na jugu. Wales ima okoli 2700 km obale (pri srednjem nivoju visoke vode) s celino, otokom Anglesey in Holyheadom. Ima več kot 50 otokov, največji je Anglesey na severozahodu.
Velik del Walesa je razgiban in gorat, predvsem na severu in v osrednjem delu. Gore so bile oblikovane med zadnjo ledeno dobo ob poledenitvi Devensian. Najvišje gore v Walesu so v Snowdonia (Eryri), od katerih je pet višjih kot 1000 m. Najvišja med njimi je Snowdon (Yr Wyddfa) s 1085 m. 14 valižanskih gora ali 15, če štejemo še Garnedd Uchaf, so pogosto neupoštevane zaradi nizke topografske pomembnosti – več kot 910 m visoke so znane pod skupnim imenom valižanskih 3000 in so na majhnem prostoru na severozahodu. 
Najvišja zunaj 3000-ih je Aran Fawddwy z 905 m na jugu Snowdonie. Brecon Beacons (Bannau Brycheiniog) je na jugu (najvišja točka Pen y Fan ima 886 m) in še Kambrijsko hribovje v osrednjem Walesu. Najvišje točka je Pumlumon s 752 metrov.
Wales ima tri narodne parke: Snowdonia, Brecon Beacons in Obala Pembrokeshire. Ima pet območij izjemne naravne lepote: Anglesey, Clwydian Range in dolina reke Dee, polotok Gower, polotok Llŷn in dolina reke Wye. Polotok Gower je bil prvo območje v Združenem kraljestvu, ki je bil leta 1956 določen kot območje izjemne naravne lepote. 42 % obale južnega in zahodnega Walesa je Heritage Coast (obala dediščine) s 13 posebnimi pasovi obale, ki jih upravlja Natural Resources Wales (naslednica urada Deželnega sveta za Wales). Od leta 2012 ima obala Walesa 43 modrih zastav plaže in 5 modrih zastav marin. Kljub dediščini in nagrajenim plažam so tu pogosto močni sunki vetra z Atlantika, zahodni vetrovi so v preteklih letih razbili več plovil. V noči na 25. oktober 1859 je bilo ob obali Walesa uničenih več kot 110 ladij, ko je pihal orkan z Atlantika. Več kot 800 življenj je bilo izgubljenih v vsej Veliki Britaniji zaradi neurja, vendar je bila največja tragedija potopitev ladje Royal Charter ob obali Anglesey, v kateri je umrlo 459 ljudi. Število razbitin okoli obale Walesa je doseglo vrhunec v 19. stoletju z več kot 100 plovili in okoli 78 mrtvimi mornarji letno. Vojaške pomorske izgube so bile blizu Holyheada, Milford Havna in Swanseaja. Zaradi čeri in neosvetljenih otokov sta Anglesey in Pembrokeshire še vedno znana po ladijskih razbitinah, precej škode je povzročil izliv nafte v morje ob poškodbi Sea Empress leta 1996.
Prva meja med Walesom in Anglijo je bila conska meja, razen okoli reke Wye, ki je bila najprej sprejeta meja. Offov nasip naj bi bil zgodnja meja, kar je onemogočil Gruffudd ap Llewellyn, ki je predelal zemljišča onkraj nasipa. Zakon o zvezi iz leta 1536 je oblikoval linearno mejo, ki se je raztezala od izliva reke Dee do izliva reke Wye. Tudi po zakonu o zvezi je precejšen del meje ostal nejasen in premičen vse do Welsh Sunday Closing act iz leta 1881, ki je prisilil lokalna podjetja, da so se odločala, pravo katere države bodo sprejeli, ali valižansko ali angleško.
Sedem čudes Walesa je seznam v verzih doggerel za verjetno sedem geografskih in kulturnih znamenitosti Walesa, sestavljen v poznem 18. stoletju pod vplivom angleškega turizma. Vsa "čudesa" so v severnem Walesu: Snowdon (najvišja gora), zvonovi Gresford (potrkavanje zvonov v srednjeveški cerkvi Vseh svetih v Gresfordu), most Llangollen (zgrajen leta 1347 čez reko Dee), St. Winefride's Well (romarsko mesto pri Holywellu) v Flintshiru, zvonik Wrexham (Wrecsam) (stolp cerkve St. Giles iz 16. stoletja), tisa Overton (starodavna tisa pri cerkvi svete Marije v Overtonu ob Dee) in Pistyll Rhaeadr – 73 m visok slap.

### Geologija
Najzgodnejša geološka doba paleozoika je kambrij, ki je dobil ime po Kambrijskem hribovju, kjer so geologi prvič našli kambrijske ostanke. V evolucijskih študijah je kambrij obdobje, ko se je pojavila večina glavnih skupin kompleksnih živali (kambrijska eksplozija). Starejšim kamninam, na katerih temeljijo kambrijske v Walesu, manjkalo fosili, ki bi jih lahko uporabili za razlikovanje različnih skupin in so bile označene kot predkambrijske.
V sredini 19. stoletja sta dva pomembna geologa, Roderick Murchison in Adam Sedgwick (ki je prvi predlagal ime kambrij za dobo), neodvisno uporabila svoje študije o geologiji Walesa in oblikovala načela stratigrafije in paleontologije. Naslednji dve obdobji iz paleozojske dobe ordovicij in silur so poimenovali po starodavnih keltskih plemenih s tega območja, kar temelji na delih Murchisona in Sedgwicka.

### Podnebje
Wales leži v severnem zmernem pasu. Ima spremenljivo, morsko podnebje in je ena izmed najvlažnejših držav v Evropi. Valižansko vreme je pogosto oblačno, mokro in vetrovno s toplimi poletji in blagimi zimami. Dolgi poletni dnevi in kratki zimski so posledica severnih zemljepisnih širin (med 53 ° 43 's in 51 ° 38' S). Aberystwyth sredi zahodne obale ima ob poletnem solsticiju skoraj 17 ur dneva, pozimi pa le nekaj več kot sedem in pol ur. Široke geografske razlike v državi povzročajo lokalne razlike v soncu, dežju in temperaturah. Povprečne letne obalne temperature dosegajo 10,5 °C, v nižje ležečih celinskih območij so 1 °C nižje. Hladnejše postane v višjih legah. Višji deli Snowdonie imajo povprečne letne temperature 5 °C. Temperature v Walesu so še vedno višje, kot bi jih sicer pričakovali glede na Severnoatlantski tok, del Zalivskega toka. Oceanski tok prinaša toplejšo vodo v severnih zemljepisnih širinah in ima podoben učinek kot na večino severozahodne Evrope.
V nižinah so poletja po navadi topla in sončna. Povprečne najvišje temperature se gibljejo med 19 in 22 °C. Zime so običajno precej mokre, vendar so padavine redko pretirane, temperatura običajno ostane nad lediščem. Najsončnejše obdobje je med majem in avgustom. Jugozahodna obala je najsončnejši del Walesa s povprečno več kot 1700 sončnimi urami letno. Obalna območja so vetrovna.

### Rastlinstvo in živalstvo
Valižanske prostoživeče živali so take kot britanske z nekaj razlikami. Zaradi svoje dolge obale Wales gosti različne morske ptice. Obale in okoliški otoki so dom kolonij strmoglavcev, viharnikov Puffinus puffinus, mormonov, galebov (Rissa), kormoranov in male njorke (Alca torda). V primerjavi s 60 % Walesa nad 150 m višine so v državi tudi različni gorski habitati ptic, kot sta krokar (Corvus corax) in komatar (Turdus torquatus). Ujede vključujejo malega sokola, pepelastega lunja in rjavega škarnika, ki je narodni simbol valižanskih divjih živali. Na Conwyju je več kot 200 različnih vrst ptic skupaj s sezonskimi, je ugotovila Kraljeva družba za varstvo ptic (Royal Society for the Protection of Birds).
Večji sesalci so izumrli v obdobju Normanov, tudi rjavi medvedi, volk in divja mačka. Danes živijo tu predvsem rovke, voluharice, jazbeci, vidre, ježi in petnajst vrst netopirjev. Dve vrsti malih glodavcev sta rumenogrla miš in polh podlesek, ki sta pomembni za Wales, saj sta razširjeni na mejnem zgodovinskem območju. Druge živali so še vidre, hermelin in podlasica ( Mustela erminea ). Kuna zlatica je bila občasno opažena, a uradno je ni od leta 1950. Evropski dihur je bil v Veliki Britaniji skoraj iztrebljen, vendar je ostal v Walesu in se zdaj hitro širi. Divje koze je mogoče najti v Snowdonii.
Vode jugozahodnega Walesa: Gower, Pembrokeshire in Cardigan Bay privabljajo morske živali, tudi orjaškega morskega psa (Cetorhinus maximus), atlantskega sivega tjulnja (Halichoerus grypus), orjaško usnjačo (Dermochelys coriacea), delfine, pliskavke, meduze, rakovice in jastoge. Pembrokeshire in Ceredigion sta zlasti poznana kot območji mednarodnega pomena za delfine (Tursiops truncatus), New Quay je edino poletno bivališče delfinov v vsej Veliki Britaniji. Najpomembnejše rečne ribe so jegulja, losos, Alosinae, Osmerus eperlanus in jezerska zlatovčica (Salvelinus alpinus), medtem ko je Coregonus pennantii samo v jezeru Bala v Walesu. Wales je znan tudi po školjkah, tudi Cardiidae, vodnih polžih, klapavicah in polžih Littorina littorea. Sled, skuša in oslič so pogostejše morske ribe. 
Na severnih pobočjih Snowdonie so relikti predledeniške flore, tudi snowdonska lilija – Gagea serotina ter druge alpske vrste, kot so kamnokreči Saxifraga cespitosa, Saxifraga oppositifolia in Silene acaulis. V Walesu so številne rastlinske vrste, ki jih ne najdemo drugje v Združenem kraljestvu, to so Tuberaria guttata na Angleseyju in Draba aizoides na Gowerju.

## Gospodarstvo
V zadnjih 250 letih se je Wales preoblikoval najprej iz pretežno kmetijske države v industrijsko in zdaj v poindustrijsko gospodarstvo. Po drugi svetovni vojni je bilo v storitvenem sektorju največ delovnih mest. Skupna nominalna bruto dodana vrednost v letu 2010 je bila 45.500.000.000 £ ali 15.145 £ na prebivalca.
Od sredine 19. stoletja do povojnega obdobja sta prevladovala rudarstvo in izvoz premoga. Na vrhuncu leta 1913 je bilo v premogovništvu južnega Walesa zaposlenih skoraj 233.000 moških in žensk, izkopali so 56 milijonov ton premoga. Cardiff je bil nekoč največje pristanišče za izvoz premoga na svetu in nekaj let pred prvo svetovno vojno upravljal večjo tonažo tovora kot London ali Liverpool. Leta 1920 je več kot 40 % moškega prebivalstva delalo v težki industriji. Po mnenju profesorja Phila Williamsa je velika gospodarska kriza "uničila Wales" zaradi njegove "velike odvisnosti od premoga in jekla". Od sredine 1970-ih se je valižansko gospodarstvo spoprijemalo z velikim prestrukturiranjem, številna delovna mesta v tradicionalni težki industriji so izginila in so jih sčasoma nadomestila nova v lahki industriji in pri storitvah. V poznih 1970-ih in zgodnjih 1980-ih je bil Wales uspešen pri privabljanju nadpovprečnega deleža neposrednih tujih naložb v Veliki Britaniji.
Zaradi slabe kakovosti tal je velik del Walesa neprimeren za poljedelstvo in reja živali je že tradicionalno v ospredju. Valižanska pokrajina (zaščitena s tremi narodnimi parki) in 45 plažami z modro zastavo, pa tudi enkratna kultura Walesa, pritegne številne turiste, ki igrajo še posebej pomembno vlogo pri gospodarstvu podeželskih območij. Wales se je boril za razvoj ali pritegnil visoko zaposlenost ter dodano vrednost v financah, pri raziskavah in razvoju. Wales je postal prva država na svetu s pravično trgovino.
Plačilna enota je britanski funt. Številne valižanske banke so v 19. stoletju izdajale svoje bankovce, zadnja banka še leta 1908; čeprav so imele banke na Škotskem in Severnem Irskem še naprej pravico do izdaje svojih bankovcev, je imela Bank of England monopol nad izdajanjem bankovcev v Walesu. Commercial Bank of Wales s sedežem v Cardiffu je ustanovil sir Julian Hodge leta 1971 in je prevzela Bank of Scotland v letu 1988 ter se združila s svojo matično družbo v letu 2002. The Royal Mint izdaja kovance, ki krožijo po celotni Veliki Britaniji. Vsaj en kovanec v obtoku v Združenem kraljestvu ima upodobljeno valižansko obliko, na primer iz leta 1995 in 2000 kovanec za en funt. Po letu 2008 pa Wales ni bil zastopan na nobenem kovancu.

## Promet
Glavna cesta ob južni obali Walesa je avtocesta M 4. Zagotavlja povezavo do južne Anglije in se konča v Londonu. Odsek avtoceste, ki ga upravlja valižanska vlada, poteka od drugega mostu čez reko Severn (valižansko Ail Groesfan Hafren) do Pont Abrahama, Carmarthenshira in povezuje mesta Newport, Cardiff in Swansea. Hitra cesta A 55 ima podobno vlogo ob severni obali Walesa in povezuje Holyhead in Bangor z Wrexhamom in Flintshirom. Prav tako ima povezave do severozahodne Anglije, predvsem do Chestra. Glavna povezava sever–jug je A 470, ki poteka od Cardiffa do Llandudna.
Mednarodno letališče Cardiff je edino veliko in mednarodno letališče v Walesu. Zagotavlja povezave do evropskih, afriških in severnoameriških letališč, leži približno 19 km jugozahodno od Cardiffa, v Vale of Glamorgan. Notranji leti povezujejo Anglesey (Valley) in Cardiff ter druge dele severne Anglije, Škotske in Severne Irske.
Valižanska vlada upravlja dele britanskega železniškega omrežja v Walesu. Regija Cardiff ima svoje mestno železniško omrežje. Vsi vlaki v Walesu so na dizelski pogon, nimajo elektrificiranih prog, le glavna proga v južnem Walesu, ki je del velike zahodne glavne proge od Paddingtona v Londonu do Cardiffa in Swansea, je elektrificirana.
Wales ima štiri komercialna trajektna pristanišča. Redne trajektne proge na Irsko so od Holyheada, Pembroka in Fishguarda. Od Swanseaja na Cork je bila ukinjena leta 2006 in ponovno odprta marca 2010, vendar ji spet grozi zaprtje.

## Demografija
Popis 2011 je pokazal, da v Walesu živi 3.063.456 prebivalcev, kar je največ v zgodovini. V letu 2011 kar 27 % (837.000) vseh prebivalcev ni bilo rojenih v Walesu, kar 636.000 ljudi (21 % celotnega prebivalstva Walesa) je bilo rojenih v Angliji. Glavnina prebivalstva živi v industrijskih območjih v južnem Walesu z mesti Cardiff, Swansea in Newport in bližnjih dolinah, veliko prebivalcev je tudi na severovzhodu okrog Wrexhama in Flintshira.
Popis 2011 je pokazal, da je Wales manj etnično raznovrsten kot druge regije Anglije. 93,2 % je belih Britancev, 2,4 % "drugih belcev", 2,2 % Azijcev (skupaj z azijskimi Britanci), 1 % mešanih in 0,6 % črncev.
Po študiji iz 2010 ima 35 % valižanskega prebivalstva priimke valižanskega izvora. Mnogi sodobni priimki, ki izhajajo iz starih valižanskih osebnih imen, so dejansko nastali v Angliji. 
| Največja mesta države Wales Office for National Statistics, stanje 2011 | Največja mesta države Wales Office for National Statistics, stanje 2011 | Največja mesta države Wales Office for National Statistics, stanje 2011 | Največja mesta države Wales Office for National Statistics, stanje 2011 | Največja mesta države Wales Office for National Statistics, stanje 2011 | Največja mesta države Wales Office for National Statistics, stanje 2011 | Največja mesta države Wales Office for National Statistics, stanje 2011 | Največja mesta države Wales Office for National Statistics, stanje 2011 | Največja mesta države Wales Office for National Statistics, stanje 2011 | Največja mesta države Wales Office for National Statistics, stanje 2011 |
|                                                                         | Rang                                                                    |                                                                         | območje lokalne uprave                                                  | Preb.                                                                   | Rang                                                                    |                                                                         | območje lokalne uprave                                                  | Preb.                                                                   |                                                                         |
| ----------------------------------------------------------------------- | ----------------------------------------------------------------------- | ----------------------------------------------------------------------- | ----------------------------------------------------------------------- | ----------------------------------------------------------------------- | ----------------------------------------------------------------------- | ----------------------------------------------------------------------- | ----------------------------------------------------------------------- | ----------------------------------------------------------------------- | ----------------------------------------------------------------------- |
| Cardiff Swansea                                                         | 1                                                                       | Cardiff                                                                 | City & County of Cardiff                                                | 335.145                                                                 | 11                                                                      | Caerphilly                                                              | Caerphilly County Borough                                               | 41.402                                                                  | Newport Wrexham                                                         |
| Cardiff Swansea                                                         | 2                                                                       | Swansea                                                                 | City & County of Swansea                                                | 239.000                                                                 | 12                                                                      | Port Talbot                                                             | Neath Port Talbot                                                       | 37.276                                                                  | Newport Wrexham                                                         |
| Cardiff Swansea                                                         | 3                                                                       | Newport                                                                 | Newport City                                                            | 128.060                                                                 | 13                                                                      | Pontypridd                                                              | Rhondda Cynon Taf                                                       | 30.457                                                                  | Newport Wrexham                                                         |
| Cardiff Swansea                                                         | 4                                                                       | Wrexham                                                                 | Wrexham County Borough                                                  | 61.603                                                                  | 14                                                                      | Aberdare                                                                | Rhondda Cynon Taf                                                       | 29.748                                                                  | Newport Wrexham                                                         |
| Cardiff Swansea                                                         | 5                                                                       | Barry                                                                   | Vale of Glamorgan                                                       | 54.673                                                                  | 15                                                                      | Colwyn Bay                                                              | Conwy County Borough                                                    | 29.405                                                                  | Newport Wrexham                                                         |
| Cardiff Swansea                                                         | 6                                                                       | Neath                                                                   | Neath Port Talbot                                                       | 50.658                                                                  | 16                                                                      | Pontypool                                                               | Torfaen                                                                 | 28.334                                                                  | Newport Wrexham                                                         |
| Cardiff Swansea                                                         | 7                                                                       | Cwmbran                                                                 | Torfaen                                                                 | 46.915                                                                  | 17                                                                      | Penarth                                                                 | Vale of Glamorgan                                                       | 27.226                                                                  | Newport Wrexham                                                         |
| Cardiff Swansea                                                         | 8                                                                       | Bridgend                                                                | Bridgend County Borough                                                 | 46.757                                                                  | 18                                                                      | Rhyl                                                                    | Denbighshire                                                            | 25.149                                                                  | Newport Wrexham                                                         |
| Cardiff Swansea                                                         | 9                                                                       | Llanelli                                                                | Carmarthenshire                                                         | 43.878                                                                  | 19                                                                      | Blackwood                                                               | Caerphilly County Borough                                               | 24.042                                                                  | Newport Wrexham                                                         |
| Cardiff Swansea                                                         | 10                                                                      | Merthyr Tydfil                                                          | Merthyr Tydfil                                                          | 43.820                                                                  | 20                                                                      | Maesteg                                                                 | Bridgend County Borough                                                 | 18.888                                                                  | Newport Wrexham                                                         |

### Jeziki
Edward Lhuyd, kustos v Ashmoleovem muzeju, je v svojem delu Britanska arheologija (Archaeologia Britannica) (1707) ugotovil podobnost med keltskima jezikovnima družinama: britanska veja otoških keltskih jezikov (bretonščina, kornijščina in valižanščina) in gelska veja otoških keltskih jezikov (irska gelščina, manska gelščina in škotska gelščina). Trdil je, da britski jeziki izvirajo iz Galije (Francija) in da gelski jeziki izvirajo z Iberskega polotoka. Lhuyd je sklenil, da so bili jeziki keltskega izvora, ljudje, ki so govorili te jezike pa Kelti (v skladu z novejšo priznano hipotezo sta gelščina in britščina znani kot otoška keltska jezika, razvita skupaj iz nekaj časa ločenih jezikov celinskih keltskih jezikov kot gelščina in britščina). Od 18. stoletja so ljudstva Bretanije, Cornwalla, Irske, otoka Man, Škotske in Walesa znana bolj kot Kelti in jih danes obravnavajo kot sodobne keltske narode.
Prevodi biblije v valižanščino so pomagali ohraniti uporabo valižanščine v vsakdanjem življenju. Novo zavezo je prevedel William Salesbury leta 1567, ki ji je sledilo popolno Sveto pismo Williama Morgana leta 1588.
Zakon o valižanščini iz leta 1993 in zakon o vladi Walesa iz leta 1998 zagotavljata, da se angleščina in valižanščina obravnavata enakopravno. Angleško govorijo skoraj vsi ljudje v Walesu in je dejansko glavni jezik. Code-switchinh je pogost v vseh delih Walesa in je znan po različnih izrazih, čeprav jezikoslovci nobenega ne priznavajo. "Wenglish" je valižansko angleško narečje. To je pomembno vplivalo na slovnico in vključuje besede, ki izhajajo iz valižanščine.  Severni in zahodni Wales ohranjata številna območja, na katerih je valižanščina prvi jezik večine prebivalstva in so se angleščine naučili kot drugi jezik. Po popisu 2011 je bilo 562.016 ljudi ali 19,0 % prebivalstva Walesa sposobno govoriti valižanščino. Čeprav se večjezičnost pri majhnih otrocih nadaljuje, je valižanščina dolgoročno stvar preteklosti.
Prometni znaki v Walesu so večinoma v angleščini in valižanščini; če se krajevna imena razlikujejo, sta uporabljeni obe različici (na primer "Cardiff" in "Caerdydd"), odločitev o tem, kateri je na prvem mestu, je stvar lokalne oblasti.

## Kultura
Wales ima značilno kulturo, lasten jezik, običaje, praznike in glasbo.
Wales ima tri Unescove spomenike: Gradovi in mestno obzidje kralja Edvarda I. v Gwyneddu, akvadukt Pontcysyllte in Blaenavonska industrijska pokrajina.

### Mitologija
Avtohtona keltska mitologija predkrščanskih Britov se je prenašala ustno v precej spremenjeni obliki kot cynfeirdd (zgodnji pesniki). Nekatera dela so preživela v mnogih srednjeveških valižanskih rokopisih, znanih kot Black Book of Carmarthen (Črna knjiga iz Carmathena) in Knjiga iz Aneirina (obe iz 13. stoletja), Taliesinova knjiga in Rhydderchova bela knjiga (obe iz 14. stoletja) in Rdeča knjiga iz Hergesta (okoli 1400). Zgodbe iz bele in rdeče knjige v prozi so znane kot Mabinogion, naslov je dala prva prevajalka lady Charlotte Guest in so ga uporabljali tudi poznejši prevajalci. Pesmi, kot so Cad Goddeu (Bitka dreves) in miselni seznam besedil, kot so Welsh Triads in Thirteen Treasures of the Island of Britain, vsebujejo tudi mitološko gradivo. Ta besedila vsebujejo tudi najzgodnejše oblike Arturjeve legende in tradicionalne zgodovine porimske Britanije.
Drugi viri valižanske folklore so latinska zgodovinska zbirka Zgodovina Britov (Historia Brittonum) iz 9. stoletja in latinska kronika Zgodovina britanskih kraljev (Historia Regum Britanniae) iz 12. stoletja, ki jo je napisal Geoffrey iz Monmoutha, pa tudi Valižanske pravljice (The Welsh Fairy Book) W. Jenkyna Thomasa.